# (14100) Weierstrass
(14100) Weierstrass (1997 RQ5) – planetoida z grupy pasa głównego asteroid okrążająca Słońce w ciągu 5,54 lat w średniej odległości 3,13 j.a. Odkryta 8 września 1997 roku.